# 암종
암종(癌腫, carcinoma)은 상피 조직에서 발전한 암의 일종이다.
어느 세포의 DNA가 손상되거나 변경되어 세포가 성장을 통제하지 못하기 시작하여 악성 종양으로 될 때 암종이 발생한다. 이 용어의 영어 낱말 carcinoma은 아픔이나 암을 뜻하는 그리스어 낱말 καρκίνωμα과 게를 뜻하는 karkinos에서 유래한다.

## 전염병학
암이 일반적으로 나이가 들어서 걸리는 질병으로 간주되지만 어린이들 또한 암으로 발전할 수 있다. 성인과 달리 암종은 예외적으로 어린이들에게는 드문 편이다..
난소 암종의 두 가지 가장 큰 요인으로는 나이와 가족력이다.

## 같이 보기
- 암